# Джуна
Євге́нія Юва́шівна Давіташві́лі, більше відома як Джу́на (* 22 липня 1949 — † 8 червня 2015) — російський екстрасенс, парапсихолог і нетрадиційна цілителька.

## Біографічні відомості
- З 1980 року до смерті жила та працювала у Москві.
- 1990 року організувала Міжнародну академію альтернативних наук, президентом якої була до самої смерті. За даними преси, клієнтами Джуни в різний час були відомі політики та представники шоу-бізнесу. Активно займалась політичною діяльністю.[3]